# Tipula abdominalis
Tipula abdominalis är en tvåvingeart som först beskrevs av Thomas Say 1823.  Tipula abdominalis ingår i släktet Tipula och familjen storharkrankar. Inga underarter finns listade i Catalogue of Life.